# Валентин Сілагі
Валентин Сілагі (рум. Valentin Silaghi); 19 квітня 1957) — румунський боксер, призер Олімпійських ігор та чемпіонатів Європи серед аматорів.

## Аматорська кар'єра
1978 року виграв чемпіонат Румунії.
На чемпіонаті Європи 1979 завоював срібну медаль.
- В 1/8 фіналу переміг Манфреда Яссманна (ФРН) — 5-0
- У чвертьфіналі переміг Мішеля Жільєрона (Швейцарія) — RSC 3
- У півфіналі переміг Ласло Пема (Угорщина) — 5-0
- У фіналі програв Тармо Уусівірта (Фінляндія) — 0-5

На Олімпійських іграх 1980 завоював бронзову медаль.
- В 1/8 фіналу переміг Альфреда Томаса (Гаяна) — 5-0
- У чвертьфіналі переміг Марка Кейлора (Велика Британія) — 3-2
- У півфіналі програв Хосе Гомесу (Куба) — 0-5

На чемпіонаті Європи 1981 завоював бронзову медаль.
- В 1/8 фіналу переміг Яноша Рімоці (Угорщина) — 5-0
- У чвертьфіналі переміг Тармо Уусівірта (Фінляндія) — RSCI 3
- У півфіналі програв Педро ван Рамсдонку (Нідерланди) — 1-4

На чемпіонаті світу 1982 програв у першому бою Бернардо Комасу (Куба).

## Втеча
На чемпіонаті світу 1982 року в Мюнхені відокремився від своєї команди і залишився в ФРН, де 1988 року отримав диплом державного тренера.